# Battaglia di Pavia (1512)
La prima battaglia di Pavia si svolse nel giugno 1512 intorno all'attuale città di Pavia, a sud di Milano, e contrappose l'esercito di Luigi XII di Francia a quello della Repubblica di Venezia, alleata con le truppe dell'Ex Confederazione Svizzera, in lotta per il dominio sull'Italia settentrionale, nell'ambito della guerra della Lega di Cambrai.
La vittoria fu risolta con la sconfitta francese, il cui esercito lasciò il Milanese riportando alla testa del ducato il diseredato Massimiliano Sforza.

## Sfondo
La Lega Santa tra Venezia, il re di Spagna e il Papato aveva fatto sì che nel febbraio 1512 le truppe spagnole del Regno di Napoli riuscissero a recuperare Bologna per il papa Giulio II. Tuttavia, la capacità offensiva della Francia era molto considerevole e l'imperatore Massimiliano I d'Asburgo fu costretto a partecipare attivamente a questa alleanza, firmando un trattato tra la Repubblica di Venezia e l'imperatore il 6 aprile 1512.
Il patto portò l'Arciduca Massimiliano a concordare con i confederati svizzeri di fornire un contingente di fanteria - previa negoziazione di un'ambasciata svizzera a Venezia -, mentre i loro Stati avrebbero fornito truppe di cavalleria, artiglieria e il denaro necessario per sostenere detto esercito, con lo scopo di restaurare il duca di Milano, della casa degli Sforza, ed espellere i francesi dalla Lombardia.
Mentre venivano raggiunti questi accordi, il 12 aprile 1512 si svolse la battaglia di Ravenna tra le truppe pontificio-spagnole e franco-ferraresi, con la sconfitta delle prime, ma un enorme indebolimento della seconda, che subì diverse migliaia di vittime.

## La strada per Pavia

### La mobilitazione dell'esercito della Lega
Il 10 maggio 1512, un corpo di 42 compagnie e 20 000 soldati svizzeri si concentrò su Coira al comando di Ulrich von Hohensax, insieme a quindici colubrine, bottino della guerra sveva. Il 14 maggio partirono, arrivando a Trento il 19 e il 21 a Verona. Il 30 marciarono verso Villafranca di Verona, dove furono raggiunti dalle truppe veneziane: 550 uomini d'arme, 1 200 cavalli leggeri e 4 000 fanti con 6 cannoni e 3 coubrine.

### La mobilitazione dell'esercito francese
L'esercito francese al comando di Jacques de La Palice, composto da 8 000 fanti e 800 cavalli, si stava ritirando dal Veronese e sgomberando i luoghi che occupavano in Veneto, puntando ad ovest verso la Lombardia, con l'obiettivo di fare resistenza a Pontevico, al bivio sul fiume Oglio. Furono quasi catturati a Valeggio sul Mincio prima di attraversare il fiume, ma riuscirono a compiere il passaggio senza perdite significative.
Il 4 giugno il grosso dei francesi era posizionato al di fuori del Castello di Pontevico, e l'esercito della Lega nel bresciano, molestando le retrovie nemiche con cavalleria leggera. Alla fine, La Palice decise di proseguire la ritirata, per opporre resistenza a Pizzighettone e affrontare i suoi inseguitori prima di attraversare il fiume Adda, dove venne rinforzato dalle truppe comandate da Teodoro Trivulzio, nipote del governatore. Sulle rive del fiume, entrambi gli eserciti, inseguiti e inseguitori, resteranno vicini il 10 giugno.
Sebbene i francesi iniziassero a costruire una fortificazione, l'artiglieria veneziana li costrinse a rinunciare. L'attraversamento dell'esercito della Lega venne complicato dalla quasi rottura del ponte, il cui attraversamento venne rinviato, ritardando di due giorni l'intera marcia.
Nel momento in cui avvenne l'arrivo dell'esercito della Lega, i milanesi si ribellarono, espellendo i francesi e il loro governatore.
Alle porte di Pavia arrivò l'esercito francese in ritirata, i cui vicini si rifiutano di ricevere. Le truppe entrarono nel Parco Visconteo, un ampio recinto addossato alle mura cittadine, mantenuto come parco di caccia dei duchi di Milano. Da qui attaccarono la porta che diede loro accesso alla città.

## La battaglia
Il 15 giugno 1512 l'artiglieria venne installata nel parco per abbattere le mura della cittadella, entrando e combattendo con le forze francesi che la difendevano. Il 18 giugno le truppe della Lega attraversarono in battello il fiume Ticino per controllare il passaggio che collega Pavia con l'altra sponda e per inasprire l'assedio della città. I francesi la difendevano con la cavalleria e la fanteria svizzera e la fanteria italiana dovette ritirarsi. I militari veneziani iniziarono a costruire un ponte.
Vedendosi quasi circondati, le truppe al soldo del Re di Francia lasciarono Pavia attraversando il ponte Coperto che unisce la città con la sponda opposta, fuggendo ad Alessandria con l'intenzione di attraversare il fiume Po a Valenza e 1 500 lanzichenecchi disertarono dall'esercito, intenzionati a tornare in Germania sani e salvi.
L'esercito della Lega ricominciò l'inseguimento, uccidendo un gran numero di soldati lungo il percorso e costringendo gli altri a una disperata traversata del Po, dove molti fanti annegarono. Il resto dell'esercito francese continuò a fuggire: non vennero accettati ad Alessandria o Asti, quindi continuano la marcia per entrare in terra francese.

## Conseguenze
Le truppe svizzere ricevettero un mese di stipendio per il fatto d'armi, 50 000 ducati pagati dai cittadini pavesi.
La guarnigione di Brescia non perse tempo a chiedere il salvacondotto per lasciare la città che stava comandando. A Novara e Cremona c'erano guarnigioni che tenevano le piazze in nome del re di Francia, anche se a fine anno furono prese, passando il milanese nelle mani di Massimiliano Sforza, almeno nominalmente, in quanto ostaggio dei suoi costosi difensori svizzeri.
Nel 1513 i francesi tentarono di riconquistare lo stato, venendo sconfitti nella battaglia di Novara. I loro sforzi continueranno fino a quando nel 1515 riusciranno a sconfiggere a Marignano gli svizzeri, che si erano affermati, data la loro capacità bellica, come governanti effettivi della Lombardia in questi anni.